# Anna Maria de Bussy
Anna Maria Le Cosquino de Bussy-van der Lelie (Amsterdam, 29 september 1888 – aldaar, 10 juni 1954) was een Nederlandse verpleegster, die werkzaam was voor het Rode Kruis 
en die voor en tijdens de Tweede Wereldoorlog steun verleende aan Joodse kinderen en gevangenen van de Duitsers.

## Leven en werk
Le Cosquino de Bussy-van der Lelie werd in Amsterdam geboren als dochter van Sijbrand van der Lelie en Anna Maria Prul. Na haar scheiding van Franciscus Josephus Maria de Witte hertrouwde zij in 1919 in Londen met de boekhandelaar Constant Louis le Cosquino de Bussy. Tijdens de Eerste Wereldoorlog woonde zij met haar toenmalige echtgenoot in Zuid-Afrika. Zij was daar werkzaam bij het Rode Kruis. Na haar terugkeer in Nederland was ze betrokken bij de repatriëring van gewonden van Londen naar Berlijn.
Voor haar werk ontving zij na de Eerste Wereldoorlog een onderscheiding van Von Hindenburg. In de jaren voor en tijdens de Tweede Wereldoorlog gebruikte ze haar goede naam bij de Duitsers om hulp te kunnen verlenen aan Joodse kinderen en aan gevangenen. Loe de Jong roemde haar inzet voor het uitbreken van de Tweede Wereldoorlog door "via ons land joodse kinderen uit Duitsland en Oostenrijk naar Engeland over te brengen". De Jong besteedde uitgebreid aandacht aan haar inzet voor de gevangenen van de Duitsers tijdens de Tweede Wereldoorlog. Zij deed het voorkomen of zij het Internationale Rode Kruis vertegenwoordigde en kreeg op die manier toegang tot de gevangenen en kon hen voorzien van extra voedsel en dergelijke. Zij moest haar activiteiten in Kamp Vught beëindigen toen de Duitsers er lucht van kregen, dat haar titel "Internationale Rote Kreuz-Schwesster" een verzinsel was. Ondanks een arrestatie door de Duitsers wist zij haar hulp aan gevangenen in de Duitse concentratiekampen voort te zetten. De Jong concludeerde dat haar werk en dat van een aantal andere vrouwen aan de gevangenen een belangrijke steun heeft betekend en dat zij zich daarmee bijzonder verdienstelijk heeft gemaakt. Le Cosquino de Bussy maakte bij haar hulp aan gevangenen intensief gebruik van haar contacten met de ondergrondse, die haar van grote hoeveelheden 'gekraakte' bonkaarten voorzag.
In het zesde rapport van de parlementaire enquêtecommissie - die het regeringsbeleid in de periode 1940-1945 onderzocht - stond het oordeel, aldus het Algemeen Handelsblad, dat mevrouw Le Cosquino de Bussy "zich in hoge mate verdienstelijk [heeft] gemaakt, vooral vanwege haar vroegtijdig initiatief". Zij kreeg in 1952 voor haar werk tijdens de Tweede Wereldoorlog de Bronzen Leeuw uitgereikt door prins Bernhard.
Le Cosquino de Bussy overleed in juni 1952 op 65-jarige leeftijd in Amsterdam.